# Ceraphronoidea
Super-famille
Les Ceraphronoidea sont une super-famille d'insectes hyménoptères.

## Liste des familles
Selon Catalogue of Life (19 avril 2024) :
- famille Ceraphronidae
- famille Maimetshidae †
- famille Megaspilidae
- famille Stigmaphronidae †

Selon ITIS (19 octobre 2019) :
- famille Ceraphronidae
- famille Maimetshidae
- famille Megaspilidae
- famille Stigmaphronidae